# Theodor Schwann
Theodor Schwann, nemški fiziolog, * 7. december 1810, Neuss, † 11. januar 1882.
Razvil je celično teorijo, odkril je Schwannove celice in pepsin, izumil je pojem metabolizem ...